# Декейтер (Арканзас)
Декейтер (англ. Decatur, Arkansas) — город, расположенный в округе Бентон (штат Арканзас, США) с населением в 1314 человек по статистическим данным переписи 2000 года.

## История
В 1954 году город был награждён премией All-America City Award (с англ. — «Всеамериканский город») присуждаемой Национальной гражданской лигой, которую неофициально называют «Нобелевской премией за конструктивное гражданство» и которая выдается за активную гражданскую позицию жителей некорпоративных сообществ Соединённых Штатов в жизни местного самоуправления. 

## География
По данным Бюро переписи населения США город Декейтер имеет общую площадь в 5,96 км², водных ресурсов в черте населённого пункта не имеется.
Город Декейтер расположен на высоте 377 метров над уровнем моря.

## Демография
По данным переписи населения 2000 года в Декейтере проживало 1314 человек, 346 семей, насчитывалось 465 домашних хозяйств и 535 жилых домов. Средняя плотность населения составляла около 223 человек на км². Расовый состав Декейтера по данным переписи распределился следующим образом: 80,97 % белых, 5,48 % — коренных американцев, 0,46 % — азиатов, 2,97 % — представителей смешанных рас, 10,12 % — других народностей. Испаноговорящие составили 16,51 % от всех жителей города.
Из 465 домашних хозяйств в 44,7 % — воспитывали детей в возрасте до 18 лет, 52,3 % представляли собой совместно проживающие супружеские пары, в 15,7 % семей женщины проживали без мужей, 25,4 % не имели семей. 21,9 % от общего числа семей на момент переписи жили самостоятельно, при этом 9,5 % составили одинокие пожилые люди в возрасте 65 лет и старше. Средний размер домашнего хозяйства составил 2,83 человек, а средний размер семьи — 3,23 человек.
Население города по возрастному диапазону по данным переписи 2000 года распределилось следующим образом: 32,0 % — жители младше 18 лет, 9,8 % — между 18 и 24 годами, 33,3 % — от 25 до 44 лет, 16,1 % — от 45 до 64 лет и 8,8 % — в возрасте 65 лет и старше. Средний возраст жителей составил 29 лет. На каждые 100 женщин в Декейтере приходилось 111,6 мужчин, при этом на каждые сто женщин 18 лет и старше приходилось 103,0 мужчин также старше 18 лет.
Средний доход на одно домашнее хозяйство в городе составил 29 844 доллара США, а средний доход на одну семью — 33 333 доллара. При этом мужчины имели средний доход в 22 115 долларов США в год против 19 125 долларов среднегодового дохода у женщин. Доход на душу населения в городе составил 11 618 долларов в год. 16,3 % от всего числа семей в округе и 18,3 % от всей численности населения находилось на момент переписи населения за чертой бедности, при этом 23,2 % из них были моложе 18 лет и 22,1 % — в возрасте 65 лет и старше.